# Vicente Soria Mora
Vicente Soria Mora (Torrent de l'Horta, 20 de juny de 1958) és un metge i polític valencià, diputat a les Corts Valencianes en la VII i VIII legislatures.
Llicenciat en medicina, especialitat estomatologia, exerceix la seua especialitat en el Centre d'Especialitats d'Aldaia i la medicina privada a Torrent. Ha estat elegit diputat pel Partit Popular (PP) a les eleccions a les Corts Valencianes de 2007, no renovant l'acta a les eleccions de 2011, no obstant accedí a l'acta el novembre de 2013 després de la renúncia de María José Masip Sanchis.
Vicente Soria és també president local del PP a Torrent des de 2005, i regidor a l'Ajuntament de 1995 a 2007. A les eleccions municipals espanyoles de 2003 fou el candidat a l'alcaldia i va exercir de portaveu del PP i cap de l'oposició al govern socialista en aquella legislatura.